# Arvid Lindblad
Arvid Anand Olof Lindblad (* 8. srpna 2007 Virginia Water) je britsko-švédský závodní jezdec, který v současnosti závodí ve Formuli 2 za tým Campos Racing. Zároveň je také součástí juniorské akademie Red Bullu.
Před začátkem sezóny Formule 2 v roce 2025 se zúčastnil šampionátu Formule Regional Oceania, ve kterém zvítězil. V roce 2024 závodil ve Formuli 3, kde v celkovém součtu ve své první a jediné sezóně skončil čtvrtý. V roce 2024 absolvoval i šampionát Formule Regional Middle East. V roce 2023 jezdil v šampionátu Euro 4 a ve Formuli 4 UAE. V letech 2022 a 2023 soutěžil v Italské Formuli 4. V roce 2023 tam skončil třetí. Mezi lety 2015 a 2022 závodil na motokárách.

## Formule 1
Od roku 2021 je ve své kariéře podporován Red Bullem a o rok později se stal i součástí jeho akademie. Svůj první test v monopostu Formule 1 absolvoval v únoru 2025. Test odjezdil ve voze AlphaTauri AT04 z roku 2023 na okruhu v Imole.

## Výsledky
| Legenda k tabulce | Legenda k tabulce                                                                       |
| Barva             | Výsledek                                                                                |
| ----------------- | --------------------------------------------------------------------------------------- |
| Zlatá             | Vítěz                                                                                   |
| Stříbrná          | 2. místo                                                                                |
| Bronzová          | 3. místo                                                                                |
| Zelená            | Bodované umístění                                                                       |
| Modrá             | Nebodované umístění                                                                     |
| Modrá             | Dokončil neklasifikován (NC)                                                            |
| Fialová           | Odstoupil (Ret)                                                                         |
| Červená           | Nekvalifikoval se (DNQ)                                                                 |
| Červená           | Nepředkvalifikoval se (DNPQ)                                                            |
| Černá             | Diskvalifikován (DSQ)                                                                   |
| Bílá              | Nestartoval (DNS)                                                                       |
| Bílá              | Závod zrušen (C)                                                                        |
| Světle modrá      | Pouze trénoval (PO)                                                                     |
| Světle modrá      | Páteční testovací jezdec (TD)                                                           |
| Bez barvy         | Netrénoval (DNP)                                                                        |
| Bez barvy         | Vyřazen (EX)                                                                            |
| Bez barvy         | Nepřijel (DNA)                                                                          |
| Bez barvy         | Odvolal účast (WD)                                                                      |
| Bez barvy         | Nezúčastnil se (prázdné)                                                                |
| Označení          | Význam                                                                                  |
| Tučnost           | Pole position                                                                           |
| Kurzíva           | Nejrychlejší kolo                                                                       |
| †                 | Jezdec nedojel do cíle, ale byl klasifikován, protože odjel více než 90 % délky závodu. |
| ‡                 | Byl udělován poloviční počet bodů, protože bylo odjeto méně než 75 % délky závodu.      |
| Horní index       | Umístění bodujících jezdců ve sprintu                                                   |

### Kompletní výsledky ve Formuli 3
| Rok  | Tým          | 1         | 2         | 3         | 4          | 5         | 6         | 7           | 8         | 9         | 10        | 11          | 12        | 13        | 14        | 15         | 16          | 17         | 18          | 19         | 20         | Body | Umístění |
| ---- | ------------ | --------- | --------- | --------- | ---------- | --------- | --------- | ----------- | --------- | --------- | --------- | ----------- | --------- | --------- | --------- | ---------- | ----------- | ---------- | ----------- | ---------- | ---------- | ---- | -------- |
| 2024 | Prema Racing | BHR SPR 1 | BHR FEA 8 | MEL SPR 2 | MEL FEA 11 | IMO SPR 8 | IMO FEA 7 | MON SPR Ret | MON FEA 4 | CAT SPR 9 | CAT FEA 1 | RBR SPR Ret | RBR FEA 7 | SIL SPR 1 | SIL FEA 1 | HUN SPR 15 | HUN FEA 28† | SPA SPR 15 | SPA FEA Ret | MNZ SPR 12 | MNZ FEA 16 | 113  | 4. místo |

### Kompletní výsledky ve Formuli 2
| Rok  | Tým           | 1          | 2         | 3         | 4         | 5         | 6         | 7         | 8         | 9         | 10         | 11        | 12        | 13      | 14      | 15      | 16      | 17      | 18      | 19      | 20      | 21      | 22      | 23      | 24      | 25      | 26      | 27      | 28      | Body | Umístění  |
| ---- | ------------- | ---------- | --------- | --------- | --------- | --------- | --------- | --------- | --------- | --------- | ---------- | --------- | --------- | ------- | ------- | ------- | ------- | ------- | ------- | ------- | ------- | ------- | ------- | ------- | ------- | ------- | ------- | ------- | ------- | ---- | --------- |
| 2025 | Campos Racing | MEL SPR 10 | MEL FEA C | BHR SPR 5 | BHR FEA 8 | JED SPR 1 | JED FEA 7 | IMO SPR 2 | IMO FEA 4 | MON SPR 8 | MON FEA 5‡ | CAT SPR 8 | CAT FEA 1 | RBR SPR | RBR FEA | SIL SPR | SIL FEA | SPA SPR | SPA FEA | HUN SPR | HUN FEA | MNZ SPR | MNZ FEA | BAK SPR | BAK FEA | LSL SPR | LSL FEA | YMC SPR | YMC FEA | 79*  | 3. místo* |

* sezóna v průběhu